# Greg Leigh
Gregory Leigh (Sale, 30 september 1994) is een Jamaicaans-Engels voetballer die doorgaans als verdediger speelt.

## Carrière
Greg Leigh speelde in de jeugd van Sale United FC en Manchester City FC, wat hem in het seizoen 2014/15 aan Crewe Alexandra FC verhuurde. In 2015 vertrok hij naar Bradford City AFC, waar hij weinig in actie kwam en na één seizoen naar Bury FC vertrok. Hier speelde hij twee jaar, tot hij in 2018 naar NAC Breda vertrok waar hij een contract voor drie jaar tekende. Op 31 maart 2019 komt Leigh voor het eerst tot scoren voor NAC Breda. Hij kopt dan de eindstand van 1-1 binnen tegen VVV Venlo. NAC Breda eindigde laatste, en degradeerde zodoende naar de Eerste divisie. Voor het seizoen 2019/20 wordt Leigh aan Aberdeen FC verhuurd, wat een optie tot koop bedong. De optie werd niet gelicht en op eind september 2020 werd zijn contract bij NAC Breda ontbonden. Hierop keerde hij alsnog terug bij Aberdeen. Sinds 2021 speelt hij voor Morecambe FC.

### Statistieken
| Seizoen                    | Club                 | Land           | Competitie          | Competitie | Competitie | Beker | Beker | Overig | Overig | Totaal | Totaal |
| Seizoen                    | Club                 | Land           | Competitie          | Wed.       | Dlp.       | Wed.  | Dlp.  | Wed.   | Dlp.   | Wed.   | Dlp.   |
| -------------------------- | -------------------- | -------------- | ------------------- | ---------- | ---------- | ----- | ----- | ------ | ------ | ------ | ------ |
| 2014/15                    | → Crewe Alexandra FC | Engeland       | Football League One | 38         | 1          | 2     | 0     | 2      | 0      | 42     | 1      |
| 2015/16                    | Bradford City AFC    | Engeland       | Football League One | 6          | 1          | 2     | 1     | 1      | 0      | 9      | 2      |
| 2016/17                    | Bury FC              | Engeland       | Football League One | 45         | 1          | 2     | 0     | 4      | 0      | 51     | 1      |
| 2017/18                    | Bury FC              | Engeland       | Football League One | 41         | 1          | 2     | 0     | 6      | 1      | 49     | 2      |
| 2018/19                    | NAC Breda            | Nederland      | Eredivisie          | 16         | 1          | 0     | 0     | 0      | 0      | 16     | 1      |
| 2019/20                    | → Aberdeen FC        | Schotland      | Premiership         | 18         | 1          | 1     | 0     | 5      | 1      | 24     | 2      |
| 2020/21                    | Aberdeen FC          | Schotland      | Premiership         | 8          | 0          | 0     | 0     | 1      | 0      | 9      | 0      |
| 2021/22                    | Morecambe FC         | Engeland       | League One          | 28         | 1          | 3     | 0     | 2      | 0      | 33     | 1      |
| Carrièretotaal             | Carrièretotaal       | Carrièretotaal | Carrièretotaal      | 200        | 7          | 12    | 1     | 21     | 2      | 233    | 10     |
| Bijgewerkt op 9 maart 2022 |                      |                |                     |            |            |       |       |        |        |        |        |

### Interlandcarrière
Greg Leigh werd geboren in Engeland en speelde in 2013 vier jeugdinterlands voor het Engels voetbalelftal onder 19. In 2020 werd hij voor twee oefenwedstrijden tegen Saoedi-Arabië opgeroepen voor het Jamaicaans voetbalelftal, waar hij voor uit mag komen dankzij zijn Jamaicaanse vader.
| Interlands van Greg Leigh voor Jamaica | Interlands van Greg Leigh voor Jamaica | Interlands van Greg Leigh voor Jamaica | Interlands van Greg Leigh voor Jamaica | Interlands van Greg Leigh voor Jamaica | Interlands van Greg Leigh voor Jamaica |
| №                                      | Datum                                  | Wedstrijd                              | Uitslag                                | Soort wedstrijd                        | Doelpunten                             |
| Als speler bij                         | Als speler bij                         | Als speler bij                         | Als speler bij                         | Als speler bij                         | Als speler bij                         |
| -------------------------------------- | -------------------------------------- | -------------------------------------- | -------------------------------------- | -------------------------------------- | -------------------------------------- |
| 1.                                     | 14 november 2020                       | Saoedi-Arabië − Jamaica                | 3 – 0                                  | Vriendschappelijk                      | 0                                      |
| 2.                                     | 17 november 2020                       | Saoedi-Arabië − Jamaica                | 1 – 2                                  | Vriendschappelijk                      | 0                                      |
| 3.                                     | 16 november 2021                       | Jamaica − Verenigde Staten             | 1 – 1                                  | WK 2022 kwalificatie                   | 0                                      |
| 4.                                     | 28 januari 2022                        | Jamaica − Mexico                       | 1 – 2                                  | WK 2022 kwalificatie                   | 0                                      |
| 5.                                     | 3 februari 2022                        | Costa Rica − Jamaica                   | 0 – 1                                  | WK 2022 kwalificatie                   | 0                                      |